# Ratowo (Couïavie-Poméranie)
Ratowo est un village polonais de la gmina de Mogilno, dans le Powiat de Mogilno en Couïavie-Poméranie dans le centre de la Pologne. Il se situe environ à environ 9 kilomètres à l'est de Mogilno, 51 kilomètres au sud de Bydgoszcz et 55 kilomètres au sud-ouest de Toruń.

## Démographie
Le village compte 122 habitants.